# Hans Berg (Jurist)
Hans Berg (* 3. Januar 1877 in Rostock; † 6. Januar 1958 in Neustrelitz) war ein deutscher Jurist. Er gilt als ein Pionier der Volksmission.

## Leben
Er war der Sohn des Rostocker Kammeringenieurs und späteren Bürgermeisters von Wesenberg (Mecklenburg) Hugo (Franz Gottfried Alphons) Berg und dessen Ehefrau Mathilde, geborene Haeckermann.
Berg wuchs in Wesenberg im mecklenburgischen Südosten auf, wo der Vater seit 1880 Bürgermeister war. Nach dem Besuch der Großen Stadtschule Rostock ging er 1895 zum Studium der Rechtswissenschaften an die Universität München, dann wechselte er an die Universität Berlin und zuletzt an die Universität Rostock, wo er sich für das Wintersemester 1897 immatrikulierte. 1899 wurde er Referendar in Neustrelitz und später in Goldberg i. Meckl. 1905 legte er das Assessoren-Examen erfolgreich ab. Er promovierte zum Dr. jur. Im gleichen Jahr 1905 trat er seinen Militärdienst an und wurde wenig später aufgrund eines unglücklichen Beinbruchs als Invalide entlassen. Daraufhin wurde er zunächst Gerichtsassessor, später Bürgermeister in Wesenberg. 1919 trat er nicht mehr zur Wahl an und zog nach Neustrelitz, wo er sich als Rechtsanwalt und Notar niederließ.
Hans Berg war in seiner Freizeit Laien-Evangelist in der Tradition der Inneren Mission und gründete und leitete ab 1928 die Evangelische Heimatmission. Ferner gab er seit 1927 die Zeitschrift In alle Welt heraus. Zwischen 1934 und 1935 war er als Pfarrer in Waren (Müritz) tätig und kam in Bedrängnis, als 1935 seine Wagenmission als konfessionell von der Nationalsozialisten verboten wurde.

## Schriften (Auswahl)
- Erwerb und Verlust des Besitzes. Dissertation, 1905.
- Was Mecklenburger Landsturm in Masuren erlebte. 8. Aufl., Verlag Friedrich Bahn, Schwerin 1915.
- Für Heimat und Herd. Erlebnisse und Eindrücke aus großer Zeit. 1925.
- Jurist und Christ. Verlag Friedrich Bahn, Schwerin 1927.
- Jurist und Evangelist. Gedanken und Erfahrungen aus meiner Evangelisationsarbeit. Verlag Friedrich Bahn, Schwerin 1928.
- Staat, Politik, Krieg und Christentum. Zwei Aufsätze. Verlag Friedrich Bahn, Schwerin 1929.
- Nationalsozialist und Christ? Eine ernste Frage. In alle Welt Verlag, Neustrelitz 1932.
- Der Befehl ist da! Aus meinem Leben und Dienst. Verlag Friedrich Bahn, Schwerin 1939.